# Beautiful Noise
Beautiful Noise es el décimo álbum de estudio del músico estadounidense Neil Diamond y su tercero con Columbia Records, publicado en 1976. La canción "Dry Your Eyes" fue interpretada junto a The Band en su concierto de despedida y aparece en la película de Martin Scorsese The Last Waltz. 

## Lista de canciones

### Lado A
1. «Beautiful Noise» - 3:24
2. «Stargazer» - 2:41
3. «Lady Oh» - 3:51
4. «Don't Think... Feel» - 3:26
5. «Surviving the Life» - 3:42
6. «If You Know What I Mean» - 3:30

### Lado B
1. «Street Life» - 3:00
2. «Home Is a Wounded Heart» - 2:40
3. «Jungletime» - 3:10
4. «Signs» - 4:17
5. «Dry Your Eyes» - 3:23

## Créditos
- Neil Diamond - voz, guitarras
- Richard Bennett - guitarras
- Bob Boucher - bajo
- Larry Knechtel - piano
- Alan Lindgren - piano, sintetizador
- Dennis St. John - batería, percusión
- Robbie Robertson - guitarra
- Jesse Ed Davis - guitarra
- David Paich - piano
- Garth Hudson - órgano
- Jim Keltner - batería
- Russ Kunkel - batería
- Jim Gordon - percusión
- James Newton Howard - sintetizador
- Joe Lala - percusión
- Bob James - piano
- Tommy Morgan - armónica
- Bob Findley - trompeta
- Jerome Richardson - flauta, clarinete
- Linda Press - coros
- Nick DeCaro - arreglos, acordeón

## Posición en las listas
| Lista (1976)                              | Posición |
| ----------------------------------------- | -------- |
| Australian Kent Music Report Albums Chart | 1        |